# Лифт (музичка група)
Лифт је млада ауторска поп-рок српска група, која је постала позната по учешћима на изборима за песму Србије на Евровизији, 2020. године на Беовизији и 2022. године на Песми за Евровизију. 

## Чланови бенда
- Алекса Вучковић је певач и фронтмен групе Лифт, рођен је 1999. године у Београду. Студира на Факултету за медије и комуникације. Учествовао је у пројекту „Рок опера“ као солиста. Са 15 година стигао је до финала „Пинкових звездица”. Узор му је група Милан Младеновић и ЕКВ, а његов отац је Владан Вучковић Паја, српски гитариста и композитор.[1]
- Лука Лисјак је бубњар бенда, рођен је 1999. године у Београду. Учио је да свира код  Горана Љубоја Трута и Мирослава Милатовића Вицка, бубњара Рибље чорбе, студент је Правног факултета и генерални директор агенције за дигитални маркетинг и веб дизајн, коју је сам основао.[2]

- Димитрије Борчанин је гитариста Лифта, рођен је 1998. године у Београду. Дипломирао је на Академији техничких и уметничких струковних студија, а основне студије завршио на Факултету за менаџмент Универзитета Унион – Никола Тесла. Тренутно је на мастер студијама на Факултету организационих наука и ради као сарадник у настави на Високој школи за информационо-комуникационе технологије.[2]

- Милош Кипић је басиста бенда, рођен 1998. године у Москви. Студира на Стоматолошком факултету у Београду. [2]

- Страхиња Вуковић је клавијатуриста бенда, рођен је 1999. године у Београду, завршио је средњу музичку школу „Јосиф Маринковић”, одсек клавир[3], сада студира Технолошко-металуршки факултет.[2]
- Јакша Пантелић је некадашњи члан који је свирао бас гитару.[4]

## Биoграфија
Бенд је настао 2017. године, а њихов циљ је, како кажу, да врате рок у Србију.
Први хит сингл и спот им је “Ако си волела”, компоновао га је Зоран Антонијевић, а текст је рок песник и музичар Никола Врањковић, сингл „Када осетиш” инспирисан је култним филмом „Бал на води”, текст на почетку и на крају видеа написао је Никола Којо. Сингл “Да ти дам” су урадили чланови бенда, а микс је урадио Пит Доел који ради за Лејди Гагу.
Издали су свој деби албум "Први спрат" за ПГП РТС 2019. године.
Назив бенда је изабран јер сугерише брз успон на врх.
На оба такмичења на избору за песме која ће нас представити на Евровизији, ушли су у финале са песмама "Само ми кажи" и "Драма", коју су написали са Миланом Севдахом Бејби Станковићем.

## Дискографија

### Албуми
- Први спрат (2018)

### Синглови
- Ако си волела
- Када осетиш
- Да ти дам
- Сањај ме
- Могао би да свираш фолк
- Пут
- Више нисам сигуран
- Моћна хемија
- Само ми кажи
- Драма

## Фестивали
Беовизија:
- Само ми кажи, 2020

Песма за Евровизију '22, Србија:
- Драма, 2022

Скале, Херцег Нови:
- Дијаманти, 2022

## Награде и номинације
| Година | Награда                 | Категорија | Рад   | Исход      | Реф.  |
| ------ | ----------------------- | ---------- | ----- | ---------- | ----- |
| 2022.  | Песма за Евровизију ’22 |            | Драма | 7. место   | [ 7 ] |
| 2023.  |                         | Рок нумера | Драма | Номинација | [ 8 ] |